# Pegasus (satellite)
Pour les articles homonymes, voir Pégase.

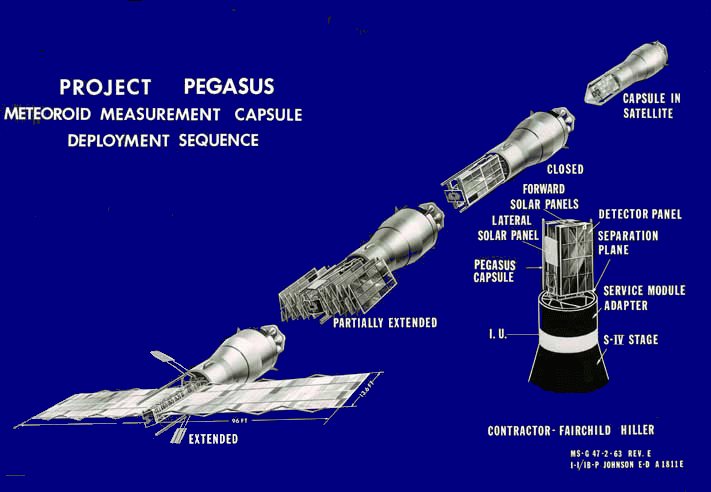
Séquence de déploiement d'un satellite Pegasus.

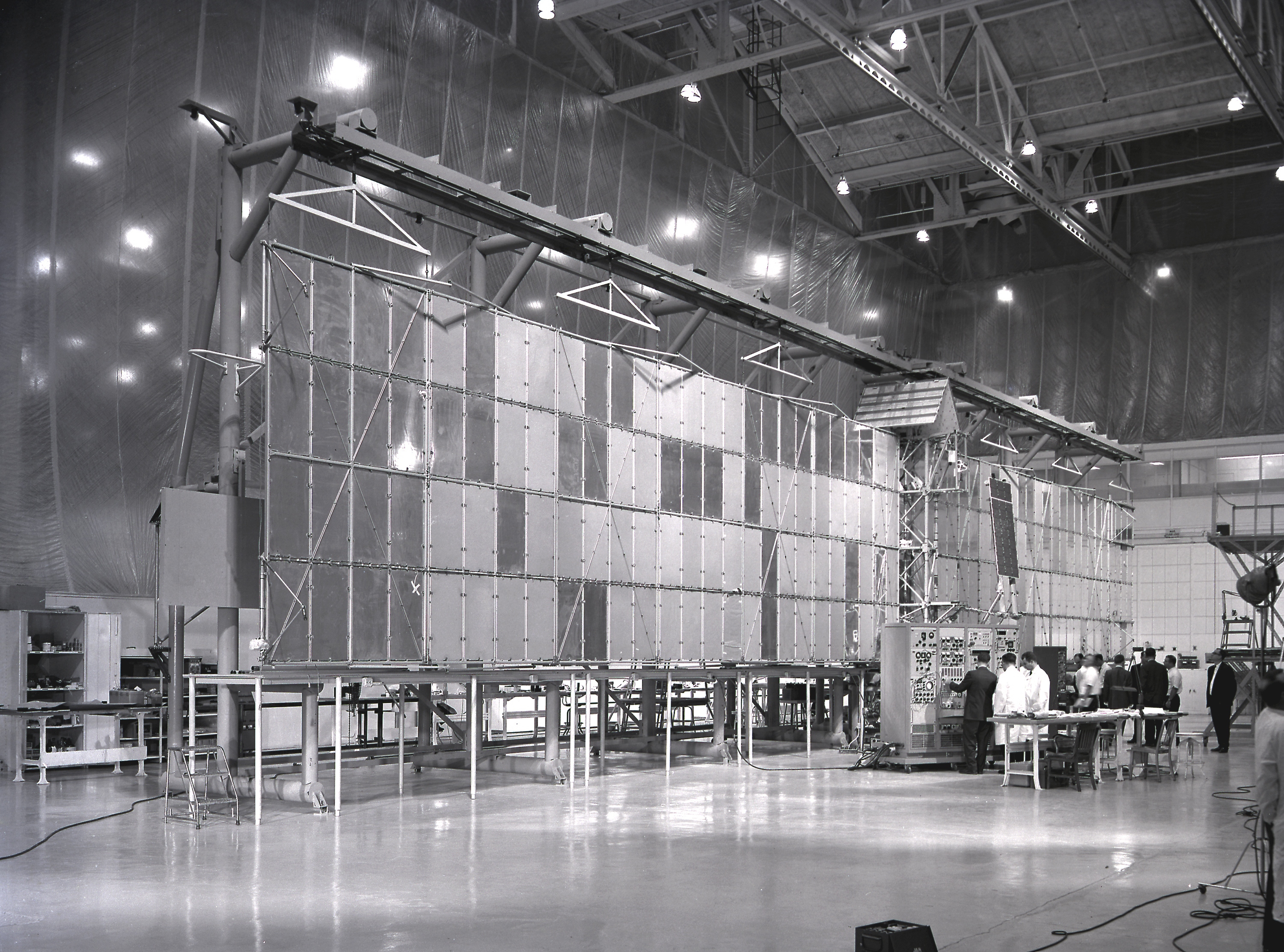
Le déploiement des énormes panneaux utilisés pour détecter les micrométéoroïdes est testé au sol.

Pegasus est une série de trois satellites scientifiques de la NASA, lancés en 1965 pour évaluer le danger représenté par les micrométéoroïdes pour les engins spatiaux circulant en orbite basse. Cette étude est menée pour préparer les missions lunaires du programme Apollo, destiné à envoyer des hommes sur la Lune. Les satellites, équipés de détecteurs de grande surface, sont lancés par des fusées de type Saturn I. Les données recueillies permettent de dimensionner les caractéristiques des coques des vaisseaux Apollo de manière à limiter les risques de perforation pendant les missions.

## Contexte
Parallèlement au programme Apollo, la NASA lance plusieurs programmes pour affiner sa connaissance du milieu spatial et du terrain lunaire. Ces informations sont nécessaires pour la conception des engins spatiaux du programme et préparer les atterrissages sur la Lune. À l'époque, les scientifiques n'ont pas de données précises sur la densité, la vitesse et la masse des micrométéoroïdes et ne savent pas dans quelle mesure celles-ci peuvent représenter une menace pour les vaisseaux spatiaux circulant en orbite basse. Les trois satellites Pegasus sont développés pour évaluer le danger représenté par les micrométéoroïdes d'une masse comprise entre 10-7 et 10-4 gramme présents en orbite basse. Les données qu'ils collectent sont notamment utilisées pour dimensionner la protection des vaisseaux Apollo.

## Caractéristiques techniques
Les trois satellites ont des caractéristiques identiques. D'une masse de 1 452 kilogrammes, ils sont constitués de deux sous-ensembles. Une partie centrale (5,3 × 2,1 × 0,28 m), solidaire de la fusée, à laquelle sont attachées de part et d'autre une paire d'ailes larges de 4,3 m et portant l'envergure totale à 29 m. Cette caractéristique est à l'origine du nom de cette série de satellites, emprunté au cheval ailé mythologique Pégase (« Pegasus », en anglais). Les ailes sont constituées de 208 panneaux (51 × 102 cm) comportant à la fois des détecteurs de micrométéoroïdes et des échantillons de boucliers aux caractéristiques variées, destinés à tester leur résistance à la perforation. La superficie totale des détecteurs est de 188 m2. Le satellite comporte également une caméra, destinée à filmer le déploiement des panneaux en orbite, et un spectromètre à électrons, destiné à mesurer le niveau de radiation subi par les satellites en orbite, en particulier au niveau de l'anomalie magnétique de l'Atlantique sud,,,.

## Déroulement des missions
Le développement des satellites est confié au Centre de vol spatial Marshall de la NASA. Les trois satellites Pegasus sont placés en orbite par une fusée Saturn I, dont ce sont les derniers vols. Chaque satellite est lancé avec une charge utile principale constituée par une maquette du vaisseau Apollo et sa tour de sauvetage. Le satellite Pegasus est placé à l'intérieur de la maquette du module de service du vaisseau Apollo. Une fois l'ensemble placé en orbite, la maquette du vaisseau Apollo est éjectée. Le satellite Pegasus circule sur une orbite basse dont l'altitude est comprise entre 440 et 740 km selon les missions, avec une inclinaison proche de 30°. Les panneaux sont déployés par un système motorisé. La caméra embarquée filme ce déploiement. Les trois missions se déroulent de manière nominale.

## Résultats scientifiques
Outre une mesure précise du risque constitué par les micrométéoroïdes en orbite basse, les satellites Pegasus ont permis, selon Ernst Stuhlinger, alors directeur du Laboratoire de recherche du centre Marshall, de rassembler des informations précieuses sur les mouvements gyroscopiques et le comportement en orbite des objets rigides, la durée de vie des composants électroniques, ainsi que le comportement dans la durée des isolants utilisés pour le contrôle thermique.

## Historique des missions
| Satellite | Date lancement  | Vol   | Identifiant COSPAR | Orbite       | Inclinaison | Fin de mission | Retour dans l'atmosphère |
| --------- | --------------- | ----- | ------------------ | ------------ | ----------- | -------------- | ------------------------ |
| Pegasus 1 | 16 février 1965 | A-103 | 1965-009A          | 510 × 726 km | 31,7 degrés | 29 août 1968   | 10 juillet 1985          |
| Pegasus 2 | 25 mai 1965     | A-104 | 1965-039A          | 502 × 740 km | 31,7 degrés | 29 août 1968   | 8 juillet 1989           |
| Pegasus 3 | 30 juillet 1965 | A-105 | 1965-060A          | 441 × 449 km | 28,9 degrés | 29 août 1968   | 4 août 1969              |